# Hirvijärvi, Övertorneå kommun
Hirvijärvi är en by vid insjön med samma namn i Övertorneå kommun, Övertorneå socken.
Byn ligger vid riksväg 98 cirka 25 km från finska gränsen och 10 km söder om polcirkeln. 1780 skattläggs Isak Hanssons nybygge Hirvijärvi nr 1. Den huvudsakliga utkomsten har byborna haft från jord- och skogsbruk. Husen i Hirvijärvi har adresserna Norra Hirvijärvi och Södra Hirvijärvi - Norra Hirvijärvi norr om riksväg 98 och södra för de söder om riksvägen.

## Etymologi
Namnet Hirvijärvi betyder älgsjön.